# Карусель (ескіз)

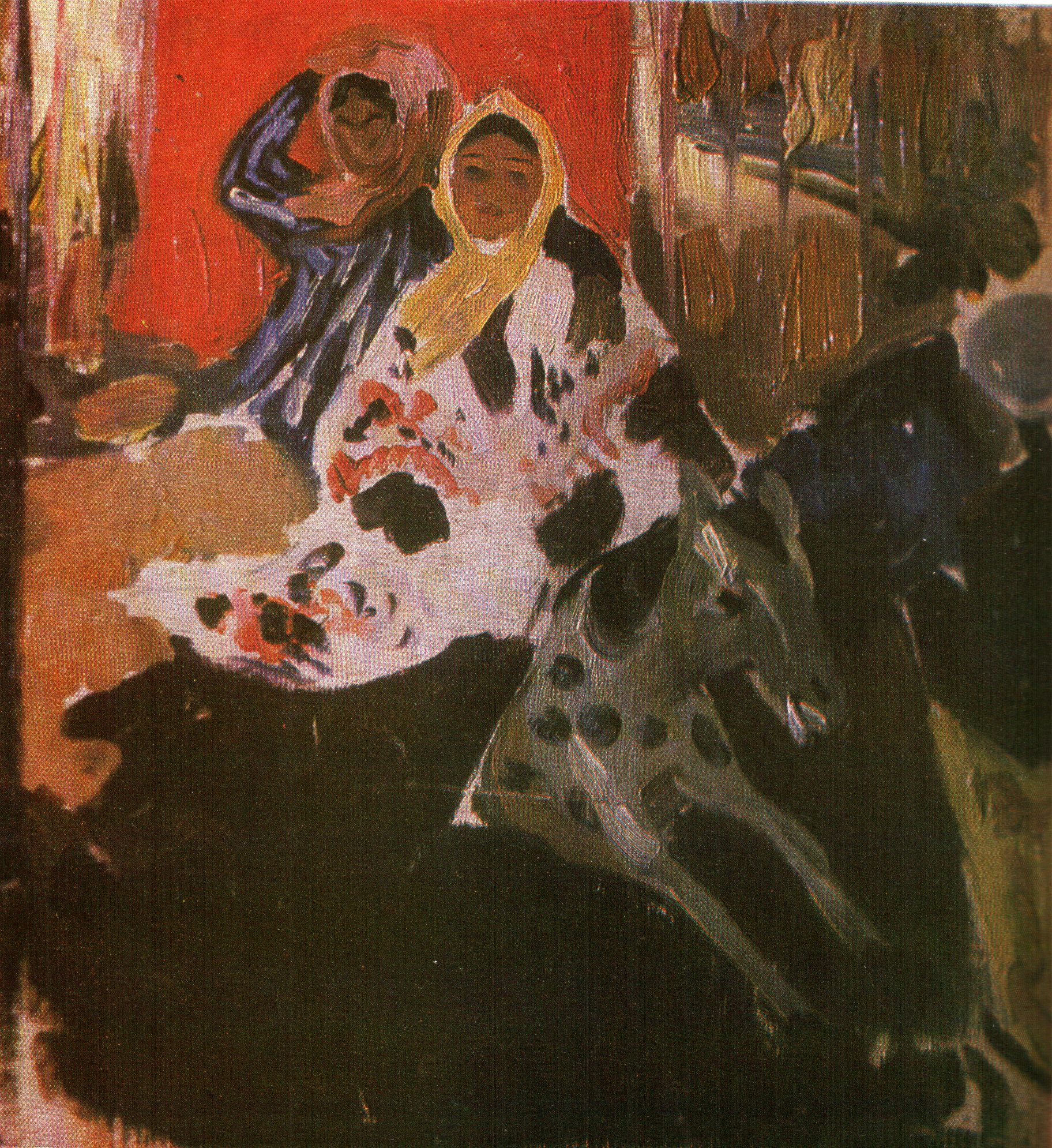
Ескіз до картини «Карусель», 1905(1906), 40x40 см, Національний художній музей України.

Ескіз до картини «Карусель» був створений в 1905(1906) році українським живописцем Олександром Олександровичем Мурашко.
В 1904 році після подорожей по Європі Олександр Мурашко повертається в Петербург більш зрілим. В ньому остаточно утвердилася впевненість у собі й власних силах. З'явився певний європейський лоск. Появилось багато досконало нових ідей, які подарували йому Париж і Мюнхен (там Олександр відвідав величезну кількість музеїв і галерей).
Опинившись в звичному для себе середовищі, багато працює, прагнучи на практиці закріпити все те, що вже пройшов, і знайти те нове, що могло б ствердити власні позиції. Перлиною тогочасного періоду творчості живописця стала картина «Карусель». До речі, зображення людей, що катаються на каруселі, було доволі популярним серед таких імпресіоністів, як Ренуар, Лебаск та Малявін. Така сцена є ідеальною для імпресіоністичного змалювання: динаміка, безтурботність, витонченість й ефект пійманого моменту.
Про ескіз художник-живописець говорив: «Мені хотілося передати весь вихр, що рухався в каруселі, весь блиск її прикрас, стильний і сповнений радості вигляд сільських дівчат, що попали в місто, накупили собі міських обновок, одягнулись у них і вперше в житті сіли на дерев'яних коней каруселі…» Дивлячись на роботу Мурашко, можна почути дзвінкий дівочий сміх, крики зазивал і торговців. Ці почуття викликає навіть ескіз, який зберігається в Національному художньому музеї в Києві.
Сама ж картина стала дебютною роботою Олександра Мурашко. Вона була представлена на Міжнародній виставці в Мюнхені в 1909 році. За неї він отримав золоту медаль. Живописець отримує запрошення із столиць і міст Європи — Берліна, Мюнхена, Парижа, Амстердама, Відня, Венеції.
Саме завдяки Мурашку українське мистецтво вийшло на західноєвропейський рівень, його твори також були долучені до контексту світового художнього процесу.